# Mafak
Mafak, conosciuto anche con il titolo internazionale Screwdriver, è un film del 2018 diretto da Bassam Jarbawi. 
Il film, opera prima del regista palestinese Jarbawi, racconta le difficoltà di reinserimento sociale di un ex-detenuto palestinese, interpretato da Ziad Bakri.

## Trama
Il protagonista del film è Ziad, un ex-detenuto palestinese di trent'anni. In età adolescenziale, insieme a un gruppo di coetanei, aveva ucciso per vendetta un colono ebreo dopo aver assistito all'omicidio del suo migliore amico Ramzi per mano di un soldato israeliano. Ziad e Ramzi erano giovani promesse del basket. Si erano conosciuti nel 1992 all'età di dieci anni, giocando con un cacciavite (in arabo mafak) nel campo profughi palestinese di Al-Am'ari, nella periferia di Ramallah. L'unico del gruppo ad essere stato catturato, Ziad fu condannato a una pena di 15 anni di reclusione nelle carceri israeliane. Il film si concentra sulle difficoltà psicologiche e di reinserimento sociale del protagonista, catapultato all'improvviso nella caotica città di Ramallah, un mondo sconosciuto, che a differenza di Ziad, ha avuto il lusso di andare avanti.

## Distribuzione
Il film fu presentato in anteprima mondiale il 2 settembre 2018 alle Giornate degli Autori, sezione indipendente della 75ª Mostra internazionale d'arte cinematografica di Venezia.

## Riconoscimenti
- Mostra internazionale d'arte cinematografica di Venezia
  - 2018: Candidatura al premio FEDEORA come miglior film (Giornate degli Autori)
- Montpellier Mediterranean Film Festival 
  - 2018: Premio del pubblico giovani come miglior film
- El Gouna Film Festival
  - 2018: Candidatura alla Stella d'Oro come miglior film
- Bosphorus Film Festival
  - 2018: Miglior film
- Festival del cinema arabo di Malmö
  - 2019: Candidatura al miglior film